# Enrico Accatino
Enrico Accatino (Génova, 22 de agosto de 1920 – Roma, 16 de julho de 2007) foi um famoso pintor e escultor italiano, expoente da Arte Abstrata. Também foi poeta e crítico de arte. Participou do movimento artístico Realismo e colaborou com a revista La Fiera Letteraria.